# Автошлях Т 0102
Автошля́х Т 0102 — автомобільний шлях територіального значення в Автономній Республіці Крим. Пролягає територією Роздольненського та Первомайського районів через Сєверне — Войкове. Загальна довжина — 26,1 км.

## Маршрут
Автошлях проходить через такі населені пункти:
| Автошлях Т 0102           |        |
| Автономна Республіка Крим |        |
| Роздольненський район     |        |
| Сєверне                   | Т 0111 |
| Первомайський район       |        |
| Кормове                   |        |
| Сусаніне                  |        |
| Панфіловка                |        |
| Войкове                   | Н05    |